# Vince Giarrano
Vince Giarrano (né le 17 novembre 1960) est un artiste américain d'abord connu comme dessinateur de comic books de super-héros (en particulier sur Batman), aujourd'hui artiste-peintre.